# Переклад та усний переклад
Переклад та усний переклад. Міжнародний журнал досліджень перекладу та усного перекладу це рецензований академічний журнал, який охоплює всі аспекти перекладу та усного перекладу цілю якого є створення перехресного збагачення глибини досліджень, навчання та професійної практики. 

## Огляд
Інтернет-журнал із відкритим доступом який випускають два рази на рік.  У 2009 році його було засновано Школою гуманітарних наук і комунікаційних мистецтв Університету Західного Сіднея . 

## Реферування та індексування
Журнал реферується та індексується за:
- Scopus [3]

## Зовнішні посилання
- Офіційний сайт
- Special issue on survey translation Vol. 10 No. 2 (2018) guest edited by Dorothée Behr and Mandy Sha[4]

## Також див.
- Перекладознавство (журнал)
- Translation and Interpreting Studies (журнал)